# محمد جعفر الزین
محمد جعفر الزین (انگلیسی: Mohamed Jaffar؛ زادهٔ ۱۳ نوامبر ۱۹۷۹) بازیکن فوتبال اهل بحرین بود.
از باشگاه‌هایی که در آن بازی کرده‌است می‌توان به باشگاه ورزشی المحرق اشاره کرد.
وی همچنین در تیم ملی فوتبال بحرین بازی کرده‌است.